# Protogobiesox asymmetricus
Protogobiesox asymmetricus ist eine kleine Schildfischart, die an der Nordküste von Papua-Neuguinea vorkommt. Art und Gattung wurden im Januar 2017 beschrieben und fallen wegen ihres unsymmetrischen Körpers auf. Die Typusexemplare wurden in Tiefen von 380 bis 480 Metern gefangen. Als englischer Trivialname wurde „Asymmetrical deep-water clingfish“ (Asymmetrischer Tiefwasser-Schildfisch) vorgeschlagen.

## Merkmale
Protogobiesox asymmetricus erreicht eine Standardlänge von 5 bis 6 cm. Kopf und Körper sind bräunlich und zeigen ein schwaches Streifenmuster mit rötlichen Streifen vorn und gelblichen hinten. Die Augen sind dunkelgrau, die Flossenstrahlen der Brustflossen sind rötlich, die von Rücken-, After und Schwanzflosse sind rosa. Die Flossenmembranen sind schwärzlich. Von vorn gesehen ist der breite, abgeflachte Kopf leicht asymmetrisch. Die Wirbelsäule der Männchen ist deutlich nach links verdreht, die der Weibchen nach rechts. Die Biegung der Wirbelsäule beträgt 40 bis 92°. Anus und Afterflosse der Männchen liegen dadurch auf der rechten Körperseite, die der Weibchen auf der linken, die Rückenflosse der Männchen ist links und die der Weibchen befindet sich rechts. Die Biegung beginnt hinter dem Kopf. Auch der Darm ist stark asymmetrisch. Die für die Schildfische charakteristische, aus den verwachsenen Bauchflossen gebildeten Saugscheibe ist nur rudimentär ausgebildet, besteht aus zwei Teilen und besitzt keine adhäsiven Papillen. Die Fische sind schuppenlos. Auf dem dritten Kiemenbogen befinden sich 3 Kiemenrechen.
- Flossenformel: Dorsale 9–10, Anale 8, Pectorale 17–24, Caudale 15.

Protogobiesox asymmetricus lebt an versunkenen Baumstämmen und die Asymmetrie könnte eine Anpassung sein, die den Fischen hilft sich an die Stämme anzusaugen.

## Systematik
Art und Gattung wurden im Januar 2017 durch den deutschen Ichthyologen Ronald Fricke und zwei chinesische Kollegen beschrieben. Das Art-Epitheton asymmetricus verweist auf den asymmetrischen Körperbau der Fische, der Gattungsname Protogobiesox wurde vergeben, weil die für Schildfische charakteristische Saugscheibe nur rudimentär ausgebildet ist und damit dem vermuteten ursprünglicher Zustand ähnlich ist.